# Elecciones presidenciales de Brasil de 1978
Las elecciones presidenciales de Brasil de 1978 se realizó por votación indirecta, por medio de un colegio electoral, el domingo 15 de octubre de 1978. Fue elegido João Baptista Figueiredo con 355 votos (61,1%) contra 226 dados a Euler Bentes Monteiro (39,9%).
- Datos: Q6379256